# Castrecías
Castrecías es una entidad local menor perteneciente al municipio de Rebolledo de la Torre, en la comarca de Páramos (provincia de Burgos, Castilla y León, España).

## Datos generales
Está situado en el valle formado por el río Monegro, afluente del Pisuerga con salida natural hacia la localidad palentina de Pozancos, a 20 km por carretera, al norte, de la capital del municipio, Rebolledo de la Torre. Esta distancia se reduce a 3 escasos km. si atravesamos la lora denominada Peña de la Mesa que las separa. El alto de la Magdalena, al norte, separa este valle del de Valdelucio.

## Demografía
Evolución de la población
| Gráfica de evolución demográfica de Castrecías entre 2000 y 2017   |
|                                                                    |
| Población de derecho (2000-2017) según el padrón municipal del INE |

## Historia
En su término esta constatada la presencia de un castro prerromano atribuido a los Cántabros
Castrecías fue antiguamente un municipio de Castilla la Vieja, que formaba parte de la Cuadrilla de Valdelucio en el Partido de Villadiego (código INE- 095027). Era uno de los catorce municipios que formaban la Intendencia de Burgos, durante el periodo comprendido entre 1785 y 1833, en el Censo de Floridablanca de 1787, jurisdicción de señorío siendo su titular el duque de Frías, alcalde pedáneo. En el censo de la matrícula catastral contaba con 29 hogares y 84 vecinos.
Así se describe a Castrecías en el tomo VI del Diccionario geográfico-estadístico-histórico de España y sus posesiones de Ultramar, obra impulsada por Pascual Madoz a mediados del siglo XIX:

Lugar con ayuntamiento en la provincia, diócesis, audiencia territorial y capitanía general de Burgos (12 leguas), partido judicial de Villadiego (5); Situado en un llano; su clima es frío por razón del viento N que reina con más frecuencia; sus enfermedades más comunes fiebres catarrales, reumas y asma. Tiene 50 casas diseminadas en cortas distancias, que forman una calle irregular; la consistorial, escuela de primeras letras dotada con 50 reales al año, y 4 libras de pan y 2 reales mensuales por cada uno de los 34 niños que la frecuentan; iglesia parroquial (Santa María la Mayor), servida por un cura; una ermita dedicada a Santa María del Monte, y una fuente de buenas aguas para el consumo del vecindario. Confina el término N Val; E Paul; S Rebolledo la Torre, y O Pozancos a ½ legua el que más. El terreno es de mediana calidad, y le fertilizan las aguas de un arroyo formado de la fuente que llaman Tobera; hay un monte cubierto de robles, hayas y otros arbustos, y algunos prados naturales. Los caminos locales; recibe la correspondencia en Aguilar de Campo. Producciones: trigo, cebada, centeno, avena, lino, legumbres y nueces; cría ganado vacuno y lanar, y caza de perdices y codornices. Industria: algunos telares de lienzos caseros. Población: 29 vecinos, 84 almas. Capital productivo: 266.910 reales. Imponible: 26.262. Contribución: 2.681 reales 18 maravedíes. El presupuesto municipal asciende a 400 reales cubiertos con el producto de algunas fincas rústicas, y el déficit por reparto entre los vecinos.
Diccionario geográfico-estadístico-histórico de España y sus posesiones de Ultramar

Entre los años 1847 y 1857 Castrecías pierde la categoría de municipio y se integra en el de Rebolledo de la Torre.

## Monumentos

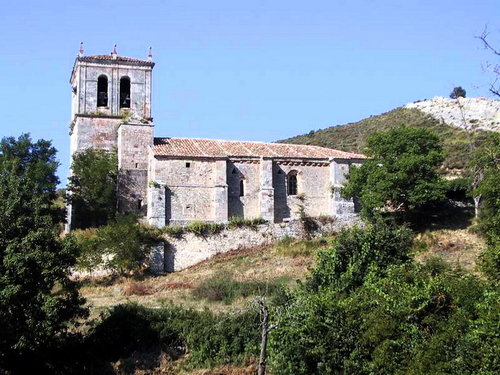
Iglesia parroquial de Santa María la Mayor

Destaca la iglesia parroquial de Santa María la Mayor, templo parroquial de la localidad, también conocida como Santa María la Real. Es dependiente de la parroquia de Los Barrios de Villadiego, en el arciprestazgo de Amaya.
Se conservan restos de la primitiva construcción románica: el hemiciclo absidal, el arranque del presbiterio y la portada abocinada, con seis arquivoltas apuntadas sobre jambas y columnas. Especial atención merece su escultura románica, pese a su cronología tardía, dentro de los años finales del siglo XII o primeros del XIII. En el año 2005 fue incluida en el Plan de Intervención del Románico Norte.
La decoración está muy deteriorada en los capiteles, tallados con imágenes bíblicas: Pecado original, Huida a Egipto, Maternidad de María, etc.. Así, donde mejor podemos apreciar las características técnicas de este escultor es en las arquivoltas, donde los cuerpos de las figuras quedan completamente ocultos por unos amplios mantos y túnicas con abundantes pliegues. Estos se labran a base de marcadas incisiones a bisel, como podemos ver también en el torso desnudo de una figura que se podría identificar con un tosco Pantocrátor.
Otros monumentos de la localidad son la ermita de la Virgen del Monte y la cueva de los Moros, situada a 1032 m de altitud, dominando la población.

## Personas destacadas
- Mariano Alonso Fuente (1881-1935),[7] religioso Marista con el nombre de Hermano Laurentino , beatificado junto con otras 498 víctimas de la persecución religiosa durante la guerra civil española , el 28 de octubre de 2007 en Roma[8]